# 土庫 (新北市)
土庫，是臺灣新北市深坑區的一個地名，位於該區東北部，範圍大致為土庫里、賴仲里東北大半部。

## 歷史
台灣清治末期，土庫地區為一街庄，稱為「土庫庄」，隸屬於文山堡。該庄北與山豬窟庄、南港舊庄、南港大坑庄為鄰，東與新興坑庄為鄰，東南一小段隔景美溪與楓仔林庄為界，南邊亦隔景美溪與烏月庄為界，西邊為深坑仔庄、萬順藔庄。
1901年（日治明治三十四年）11月，該庄隸屬於深坑廳，編入第八區。1903年（明治三十六年）4月，第八區拆出土庫庄的土庫土名，其餘街庄與第七區的陂內坑庄合併為「深坑區」；第九區拆出玉桂嶺庄，其餘街庄與土庫庄的土庫土名合併為「楓仔林區」，該庄分屬於此兩區。1920年（大正九年），該庄改制為「土庫」大字，隸屬於臺北州文山郡深坑庄，大字下有「土庫」、「土庫尖」、「崩山」、「大坪」、「賴仲坑」小字名。
戰後深坑庄改制為深坑鄉，隸屬於臺北縣，大字亦改制為村。2010年（民國99年）12月，臺北縣升格為新北市，深坑鄉改制為深坑區，村改制為里。

## 交通
國道5號又稱「北宜高速公路」，大致以南北向經過土庫地區東部邊界地帶，境內地段為石碇隧道的一部分，未設交流道，但石碇交流道位於東南邊境外不遠處。由此往南可達坪林、宜蘭、羅東、蘇澳等地；往北可至南港銜接國道3號。
市道106號是連絡林口、瑞芳的道路，大致以橫向經過本地區南部。由該道路往東可前往平溪、瑞芳等地，往西可前往木柵、中和、板橋、新莊、林口等地。市道106乙線是其支線，也是連絡木柵、坪林的道路，經過本地區南部邊界外不遠處，並與主線大致平行，由該道路往西可前往木柵，往東轉南可前往坪林接省道台9線。
市道109號是連絡深坑、南港的道路，經過本地區西北部，由此往南可前往深坑市區，往北可前往南港。